# 大友鹽市丸
大友鹽市丸（生年不詳－1550年2月26日）是日本戰國時代人物。父親是大友義鑑。豐後大友氏的一族。大友義鎮（大友宗麟）的異母弟。

## 生平
豐後大友家第20代當主大友義鑑的三男。生母是義鑑的側室，與兄長大友義鎮（宗麟）和大内義長並不是同一位母親所生。
父親義鑑疏遠嫡男義鎮，另一方面則非常溺愛鹽市丸，並與入田親誠計劃對義鎮廢嫡，立鹽市丸為世子。但是在大友家臣團中，支持義鎮的人亦很多，於是義鑑想肅清義鎮一派，並強行立鹽市丸為世子。由於感到自身危險，義鎮支持派中的一部份過激的人在天文19年（1550年）2月10日的晚上襲撃在豐後府内館二樓正在睡覺的鹽市丸等人，鹽市丸與生母和妹妹當場被斬殺，義鑑亦在2日後傷重而死（二階崩之變）。
與此同時，鹽市丸的異母兄大友義鎮成為第21代當主。